# Anthomyza trifurca
Anthomyza trifurca är en tvåvingeart som beskrevs av Masahiro Sueyoshi och Rohacek 2003. Anthomyza trifurca ingår i släktet Anthomyza och familjen sumpflugor. Inga underarter finns listade i Catalogue of Life.